# Neige (téléfilm)
Pour les articles homonymes, voir Neige (homonymie).
Pour plus de détails, voir Fiche technique et Distribution.
Neige est un téléfilm franco-belge réalisé en 2022 pour France 2 par Laurent Tuel,,, et diffusé pour la première fois en Belgique le 25 septembre 2022 sur La Une et en France le 6 mars 2023 sur France 2.
Cette fiction est une coproduction de Lincoln TV, France Télévisions, AT-Production et la RTBF (télévision belge),, réalisée avec la participation de TV5 Monde et le soutien de la région Auvergne-Rhône-Alpes.

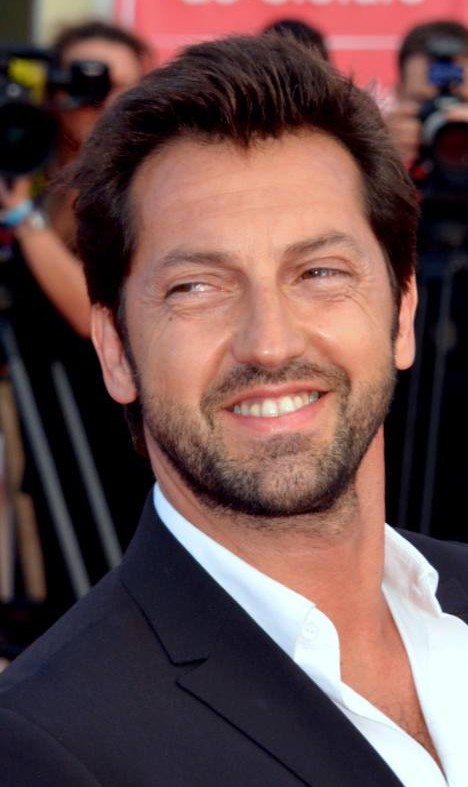
Frédéric Diefenthal.

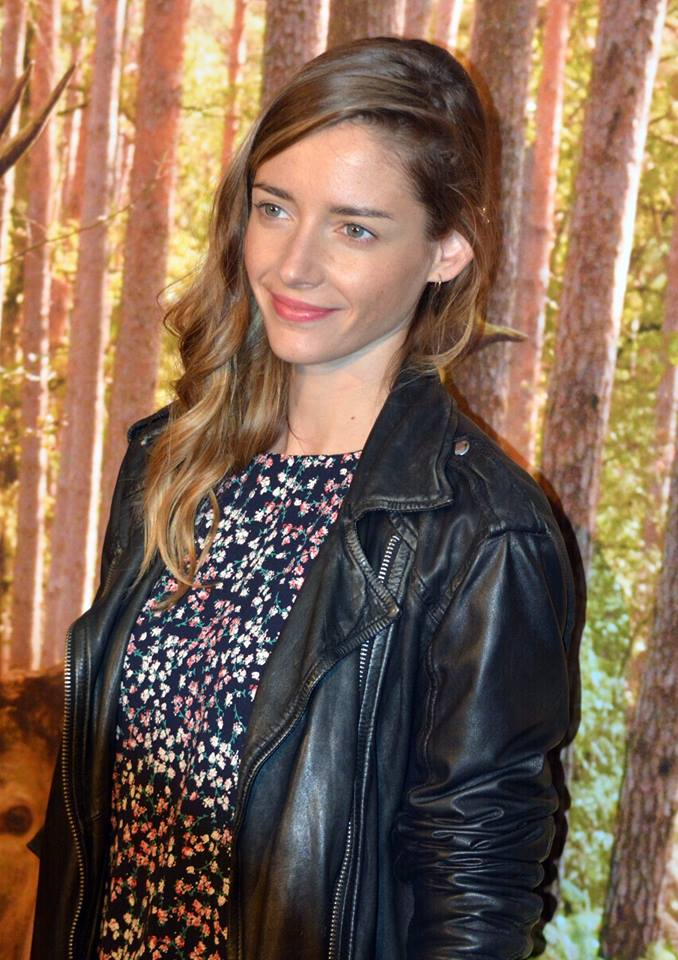
Murielle Huet des Aunay.

## Synopsis
En France, dans les Alpes, en plein hiver, plusieurs notables de la région sont retrouvés assassinés chez eux. Le capitaine de gendarmerie Thomas Delhaye est chargé de l'enquête. Afin de faire avancer les investigations, il décide de faire sortir de prison, pour quelques jours, Juliette Hémon, une femme incarcérée il y a quelques années pour une affaire similaire. Un duo d'enquêteurs se forme pour élucider une affaire bien plus complexe qu'il n'y paraît…

## Distribution
- Frédéric Diefenthal : capitaine de gendarmerie Thomas Delhaye
- Murielle Huet des Aunay : Juliette Hémon
- Étienne Diallo : Yacine Diallo
- Marie Bouvet : Eva
- Louis Bernard : Hugo Czarlewski
- Esther Gaumont : Raphaëlle
- Fanny Guidecoq : Maud
- Camille Durand : Céline
- Véronique Kapoian Favel : Michèle Biessy
- Karin Martin-Prevel : la juge
- Franck Adrien : médecin ORL
- Marianne Pommier : la psy
- Laurent Tuel : Terence Fisher

## Production

### Genèse et développement
Le téléfilm est basé sur une idée originale de Charlotte Canot et Thomas Benjamin et est écrit par eux-mêmes,,,.
La réalisation en est assurée par Laurent Tuel,,,,,.

### Tournage
Le tournage se déroule du 21 février au 18 mars 2022 en région Auvergne-Rhône-Alpes,,, et plus particulièrement entre Megève et Saint-Nicolas-la-Chapelle, aux Saisies et à Crest-Voland.

### Fiche technique
- Titre français : Neige
- Genre : Policier, thriller
- Production : Christine de Bourbon Busset et Marc Missonnier[1]
- Sociétés de production : Lincoln TV, France Télévisions, AT-Production et la RTBF[1],[5]
- Réalisation : Laurent Tuel[1],[2],[3],[4],[5],[6],[7],[8]
- Scénario : Charlotte Canot et Thomas Benjamin[1],[2],[3],[4],[6]
- Musique : Philippe Deshaies
- Décors : Benoît Cisilkièwick
- Costumes : Éric Perron
- Photographie : Philippe Piffeteau
- Son : Olivier Le Vacon
- Montage : Stéphanie Pelissier
- Maquillage : Lise Gaillaguet
- Pays de production :  France /  Belgique
- Langue originale : français[2]
- Format : couleur[2]
- Durée : 90 minutes[1],[2],[4],[8]
- Dates de première diffusion :
  - Belgique : 25 septembre 2022 sur La Une[5],[7]
  - France : 6 mars 2023 sur France 2

## Diffusions et audience
En Belgique, le téléfilm, diffusé le 25 septembre 2022 sur la Une, est regardé par 172 596 téléspectateurs.
En France, le 6 mars 2023, l'audience est de 5 590 000 téléspectateurs (26,5 % de part d'audience), en tête devant Avenir (TF1).

## Distinctions
- Festival Polar de Cognac 2022 : grand prix[13]